# Lijst van witjes
Deze lijst van witjes bevat alle in de wetenschappelijke literatuur beschreven vlindersoorten uit de familie Pieridae.
1. Abaeis nicippe - (Cramer, 1779)
2. Abaeis nicippiformis - (Munroe, 1947)
3. Anteos clorinde - (Godart, 1824)
4. Anteos maerula - (Fabricius, 1775)
5. Anteos menippe - (Hübner, 1818)
6. Anthocharis bambusarum - Oberthür, 1876
7. Anthocharis belia - (Linnaeus, 1767)
8. Anthocharis cardamines - (Linnaeus, 1758)
9. Anthocharis carolinae - Back, 2006
10. Anthocharis cethura - (Felder, C & R Felder, 1865)
11. Anthocharis damone - Boisduval, 1836
12. Anthocharis euphenoides - Staudinger, 1869
13. Anthocharis gruneri - Herrich-Schäffer, 1851
14. Anthocharis lanceolata - Lucas, 1852
15. Anthocharis limonea - (Butler, 1871)
16. Anthocharis midea - (Hübner, 1809)
17. Anthocharis monastiriensis - Soures, 1998
18. Anthocharis sara - Lucas, 1852
19. Anthocharis scolymus - Butler, 1866
20. Anthocharis thibetana - Oberthür, 1886
21. Aoa affinis - (van Vollenhoven, 1865)
22. Aphrissa boisduvalii - (Felder, C & R Felder, 1861)
23. Aphrissa fluminensis - (D'Almeida, 1921)
24. Aphrissa godartiana - (Swainson, 1821)
25. Aphrissa neleis - (Boisduval, 1836)
26. Aphrissa orbis - (Poey, 1832)
27. Aphrissa schausi - (Avinoff, 1926)
28. Aphrissa statira - (Cramer, 1777)
29. Aphrissa wallacei - (Felder, C & R Felder, 1862)
30. Aporia acraea - (Oberthür, 1885)
31. Aporia agathon - (Gray, 1831)
32. Aporia bernardi - Koiwaya, 1989
33. Aporia bieti - (Oberthür, 1884)
34. Aporia crataegi - (Linnaeus, 1758)
35. Aporia delavayi - (Oberthür, 1890)
36. Aporia genestieri - (Oberthür, 1902)
37. Aporia giacomazzoi - Della Bruna, Gallo & Sbordoni, 2003
38. Aporia gigantea - Koiwaya, 1993
39. Aporia goutellei - (Oberthür, 1886)
40. Aporia harrietae - (Nicéville, 1893)
41. Aporia hastata - (Oberthür, 1892)
42. Aporia hippia - (Bremer, 1861)
43. Aporia howarthi - Bernardi, 1961
44. Aporia joubini - (Oberthür, 1913)
45. Aporia kamei - Koiwaya, 1989
46. Aporia kanekoi - Koiwaya, 1989
47. Aporia largeteaui - (Oberthür, 1881)
48. Aporia larraldei - (Oberthür, 1876)
49. Aporia lemoulti - (Bernardi, 1944)
50. Aporia leucodice - (Eversmann, 1843)
51. Aporia lhamo - (Oberthür, 1893)
52. Aporia martineti - (Oberthür, 1884)
53. Aporia monbeigi - (Oberthür, 1917)
54. Aporia nabellica - (Boisduval, 1836)
55. Aporia nishimurai - Koiwaya, 1989
56. Aporia oberthuri - (Leech, 1890)
57. Aporia potanini - Alphéraky, 1889
58. Aporia procris - Leech, 1890
59. Aporia signiana - Sugiyama, 1994
60. Aporia tayiensis - Yoshino, 1995
61. Aporia tsinglingica - (Verity, 1911)
62. Aporia uedai - Koiwaya, 1989
63. Appias ada - (Stoll, 1781)
64. Appias aegis - (Felder, C & R Felder, 1861)
65. Appias albina - (Boisduval, 1836)
66. Appias athama - (Blanchard, 1848)
67. Appias cardena - (Hewitson, 1861)
68. Appias celestina - (Boisduval, 1832)
69. Appias clementina - (Felder, C, 1860)
70. Appias dolorosa - Fruhstorfer, 1910
71. Appias drusilla - (Cramer, 1777)
72. Appias epaphia - (Cramer, 1779)
73. Appias galene - (Felder, C & R Felder, 1865)
74. Appias hombroni - (Lucas, 1852)
75. Appias indra - (Moore, 1857)
76. Appias ithome - (Felder, C & R Felder, 1859)
77. Appias lalage - (Doubleday, 1842)
78. Appias lalassis - Grose-Smith, 1887
79. Appias lasti - (Grose-Smith, 1889)
80. Appias libythea - (Fabricius, 1775)
81. Appias lyncida - (Cramer, 1777)
82. Appias mata - Kheil, 1884
83. Appias melania - (Fabricius, 1775)
84. Appias nephele - (Hewitson, 1861)
85. Appias nero - (Fabricius, 1793)
86. Appias nupta - (Fruhstorfer, 1897)
87. Appias pandione - (Geyer, 1832)
88. Appias paulina - (Cramer, 1777)
89. Appias perlucens - (Butler, 1898)
90. Appias phaola - (Doubleday, 1847)
91. Appias phoebe - (Felder, C & R Felder, 1861)
92. Appias placidia - (Stoll, 1790)
93. Appias punctifera - (D'Almeida, 1939)
94. Appias remedios - Schröder, H & Treadaway, 1980
95. Appias sabina - (Felder, C & R Felder, 1865)
96. Appias sylvia - (Fabricius, 1775)
97. Appias waltraudae - Schröder, H, 1977
98. Appias zarinda - (Boisduval, 1836)
99. Archonias brassolis - (Fabricius, 1776)
100. Ascia monuste - (Linnaeus, 1764)
101. Baltia butleri - (Moore, 1882)
102. Baltia shawii - (Bates, H, 1873)
103. Belenois aldabrensis - (Holland, W, 1896)
104. Belenois anomala - (Butler, 1881)
105. Belenois antsianaka - (Ward, 1870)
106. Belenois aurota - (Fabricius, 1793)
107. Belenois calypso - (Drury, 1773)
108. Belenois crawshayi - Butler, 1894
109. Belenois creona - (Cramer, 1776)
110. Belenois diminuta - Butler, 1894
111. Belenois gidica - (Godart, 1819)
112. Belenois grandidieri - (Mabille, 1878)
113. Belenois hedyle - (Cramer, 1777)
114. Belenois helcida - (Boisduval, 1833)
115. Belenois java - (Linnaeus, 1768)
116. Belenois larima - (Boisduval, 1836)
117. Belenois mabella - Grose-Smith, 1891
118. Belenois margaritacea - Sharpe, 1891
119. Belenois ogygia - (Trimen, 1883)
120. Belenois raffrayi - (Oberthür, 1878)
121. Belenois rubrosignata - (Weymer, 1901)
122. Belenois solilucis - Butler, 1874
123. Belenois subeida - (Felder, C & R Felder, 1865)
124. Belenois sudanensis - (Talbot, 1929)
125. Belenois theora - (Doubleday, 1846)
126. Belenois theuszi - (Dewitz, 1889)
127. Belenois thysa - (Hopffer, 1855)
128. Belenois victoria - Dixey, 1915
129. Belenois welwitschii - Rogenhofer, 1890
130. Belenois zochalia - (Boisduval, 1836)
131. Calopieris eulimene - (Klug, 1829)
132. Catasticta abiseo - Lamas & Bollino, 2004
133. Catasticta affinis - Röber, 1909
134. Catasticta albofasciata - Lathy & Rosenberg, 1912
135. Catasticta amastris - (Hewitson, 1874)
136. Catasticta anaitis - (Hewitson, 1869)
137. Catasticta apaturina - Butler, 1901
138. Catasticta arborardens - Reissinger, 1972
139. Catasticta atahuallpa - (Eitschberger & Racheli, 1998)
140. Catasticta aureomaculata - Lathy & Rosenberg, 1912
141. Catasticta bithys - (Hübner, 1831)
142. Catasticta cerberus - Godman & Salvin, 1889
143. Catasticta chelidonis - (Hopffer, 1874)
144. Catasticta chrysolopha - (Kollar, 1850)
145. Catasticta cinerea - Butler, 1897
146. Catasticta colla - (Doubleday, 1847)
147. Catasticta collina - Brown, F, 1939
148. Catasticta cora - (Lucas, 1852)
149. Catasticta corcyra - (Felder, C & R Felder, 1859)
150. Catasticta ctemene - (Hewitson, 1869)
151. Catasticta discalba - Brown, F & Gabriel, 1939
152. Catasticta distincta - Lathy & Rosenberg, 1912
153. Catasticta duida - Brown, F, 1932
154. Catasticta eurigania - (Hewitson, 1870)
155. Catasticta eximia - Röber, 1909
156. Catasticta ferra - Brown, F & Gabriel, 1939
157. Catasticta flisa - (Herrich-Schäffer, 1858)
158. Catasticta frontina - Brown, F & Gabriel, 1939
159. Catasticta fulva - Joicey & Rosenberg, 1915
160. Catasticta gelba - Brown, F & Gabriel, 1939
161. Catasticta giga - Brown, F & Gabriel, 1939
162. Catasticta grisea - Joicey & Rosenberg, 1915
163. Catasticta hebra - (Lucas, 1852)
164. Catasticta hegemon - Godman & Salvin, 1889
165. Catasticta huancabambensis - Joicey & Rosenberg, 1915
166. Catasticta huebneri - Lathy & Rosenberg, 1912
167. Catasticta incerta - (Dognin, 1888)
168. Catasticta lanceolata - Lathy & Rosenberg, 1912
169. Catasticta leucophaea - Lathy & Rosenberg, 1912
170. Catasticta lisa - Baumann & Reissinger, 1969
171. Catasticta ludovici - Eitschberger & Racheli, 1998
172. Catasticta lycurgus - Godman & Salvin, 1880
173. Catasticta manco - (Doubleday, 1848)
174. Catasticta marcapita - Röber, 1909
175. Catasticta modesta - (Lucas, 1852)
176. Catasticta nimbata - Joicey & Talbot, 1918
177. Catasticta nimbice - (Boisduval, 1836)
178. Catasticta notha - (Doubleday, 1847)
179. Catasticta paucartambo - (Eitschberger & Racheli, 1998)
180. Catasticta pharnakia - (Fruhstorfer, 1907)
181. Catasticta philais - (Felder, C & R Felder, 1865)
182. Catasticta philodora - Brown, F, 1939
183. Catasticta philone - (Felder, C & R Felder, 1865)
184. Catasticta philoscia - (Felder, C & R Felder, 1861)
185. Catasticta philothea - (Felder, C & R Felder, 1865)
186. Catasticta pieris - (Hopffer, 1874)
187. Catasticta pinava - (Doubleday, 1847)
188. Catasticta pluvius - Tessmann, 1928
189. Catasticta potameoides - Reissinger, 1972
190. Catasticta poujadei - (Dognin, 1887)
191. Catasticta prioneris - (Hopffer, 1874)
192. Catasticta radiata - (Kollar, 1850)
193. Catasticta reducta - Butler, 1896
194. Catasticta revancha - Rey & Pyrcz, 1996
195. Catasticta rileya - Brown, F & Gabriel, 1939
196. Catasticta rochereaui - Le Cerf, 1924
197. Catasticta rosea - Joicey & Rosenberg, 1915
198. Catasticta scaeva - Röber, 1909
199. Catasticta scurra - Röber, 1924
200. Catasticta seitzi - Lathy & Rosenberg, 1912
201. Catasticta sella - Eitschberger & Racheli, 1998
202. Catasticta semiramis - (Lucas, 1852)
203. Catasticta similis - Lathy & Rosenberg, 1912
204. Catasticta sinapina - Butler, 1896
205. Catasticta sisamnus - (Fabricius, 1793)
206. Catasticta smithia - Brown, F & Gabriel, 1939
207. Catasticta striata - (Eitschberger & Racheli, 1998)
208. Catasticta suadela - (Hopffer, 1874)
209. Catasticta suasa - Röber, 1908
210. Catasticta superba - Lathy & Rosenberg, 1912
211. Catasticta susiana - (Hopffer, 1874)
212. Catasticta tamina - Röber, 1909
213. Catasticta tamsa - Brown, F & Gabriel, 1939
214. Catasticta teutamis - (Hewitson, 1860)
215. Catasticta teutila - (Doubleday, 1847)
216. Catasticta theresa - Butler & Druce, 1874
217. Catasticta thomasorum - Jasinski, 1998
218. Catasticta toca - (Doubleday, 1847)
219. Catasticta tomyris - (Felder, C & R Felder, 1865)
220. Catasticta tricolor - Butler, 1897
221. Catasticta troezene - (Felder, C & R Felder, 1865)
222. Catasticta truncata - Lathy & Rosenberg, 1912
223. Catasticta uricoecheae - (Felder, C & R Felder, 1861)
224. Catasticta vilcabamba - Lamas & Bollino, 2004
225. Catasticta vulnerata - Butler, 1897
226. Catasticta watkinsi - Lathy & Rosenberg, 1912
227. Catopsilia florella - (Fabricius, 1775)
228. Catopsilia gorgophone - (Boisduval, 1836)
229. Catopsilia pomona - (Fabricius, 1775)
230. Catopsilia pyranthe - (Linnaeus, 1758)
231. Catopsilia scylla - (Linnaeus, 1763)
232. Catopsilia thauruma - (Reakirt, 1866)
233. Cepora abnormis - (Wallace, 1867)
234. Cepora asterope - (Godart, 1819)
235. Cepora bathseba - (Snellen, 1902)
236. Cepora boisduvaliana - (Felder, C & R Felder, 1862)
237. Cepora celebensis - (Rothschild, 1892)
238. Cepora eperia - (Boisduval, 1836)
239. Cepora ethel - (Doherty, 1891)
240. Cepora eurygonia - (Hopffer, 1874)
241. Cepora fora - (Fruhstorfer, 1897)
242. Cepora himiko - Hanafusa, 1994
243. Cepora iudith - (Fabricius, 1787)
244. Cepora julia - (Doherty, 1891)
245. Cepora kotakii - Hanafusa, 1989
246. Cepora laeta - (Hewitson, 1862)
247. Cepora lichenosa - (Moore, 1877)
248. Cepora nadina - (Lucas, 1852)
249. Cepora nerissa - (Fabricius, 1775)
250. Cepora pactolicus - (Butler, 1865)
251. Cepora perimale - (Donovan, 1805)
252. Cepora temena - (Hewitson, 1861)
253. Cepora timnatha - (Hewitson, 1862)
254. Cepora wui - Chou, Zhang & Wang, 2001
255. Charonias eurytele - (Hewitson, 1853)
256. Charonias theano - (Boisduval, 1836)
257. Colias adelaidae - Verhulst, 1991
258. Colias aegidii - Verhulst, 1990
259. Colias aias - Fruhstorfer, 1903
260. Colias alexandra - Edwards, W, 1863
261. Colias alfacariensis - Ribbe, 1905[2]
262. Colias alpherakii - Staudinger, 1882
263. Colias alta - Staudinger, 1886
264. Colias arida - Alphéraky, 1889
265. Colias aurorina - Herrich-Schäffer, 1850
266. Colias behrii - Edwards, W, 1866
267. Colias berylla - Fawcett, 1904
268. Colias canadensis - Ferris, 1982
269. Colias caucasica - Staudinger, 1871
270. Colias chlorocoma - Christoph, 1888
271. Colias christina - Edwards, W, 1863
272. Colias christophi - Grum-Grshimaïlo, 1885
273. Colias chrysotheme - (Esper, 1781)
274. Colias cocandica - Erschoff, 1874
275. Colias croceus - (Geoffroy, 1785)
276. Colias dimera - Doubleday, 1847
277. Colias diva - Grum-Grshimaïlo, 1891
278. Colias dubia - Elwes, 1906
279. Colias electo - (Linnaeus, 1763)
280. Colias eogene - Felder, C & R Felder, 1865
281. Colias erate - (Esper, 1805)
282. Colias erschoffii - Alphéraky, 1881
283. Colias eurytheme - Boisduval, 1852
284. Colias euxanthe - Felder, C & R Felder, 1865
285. Colias felderi - Grum-Grshimaïlo, 1891
286. Colias fieldii - Ménétriés, 1855
287. Colias flaveola - Blanchard, 1852
288. Colias gigantea - Strecker, 1900
289. Colias grumi - Alphéraky, 1897
290. Colias harfordii - Edwards, H, 1877
291. Colias hecla - Lefèbvre, 1836
292. Colias heos - (Herbst, 1792)
293. Colias hyale - (Linnaeus, 1758)
294. Colias hyperborea - Grum-Grshimaïlo, 1900
295. Colias interior - Scudder, 1862
296. Colias lada - Grum-Grshimaïlo, 1891
297. Colias ladakensis - Felder, C & R Felder, 1865
298. Colias ladakensis - Felder, C & R Felder, 1865
299. Colias leechi - Grum-Grshimaïlo, 1893
300. Colias lesbia - (Fabricius, 1775)
301. Colias marcopolo - Grum-Grshimaïlo, 1888
302. Colias marnoana - Rogenhofer, 1884
303. Colias meadii - Edwards, W, 1871
304. Colias minisni - Bean, 1895
305. Colias montium - Oberthür, 1886
306. Colias myrmidone - (Esper, 1781)
307. Colias nastes - Boisduval, 1832
308. Colias nebulosa - Oberthür, 1894
309. Colias nilagiriensis - Felder, C & R Felder, 1859
310. Colias nina - Fawcett, 1904
311. Colias occidentalis - Scudder, 1862
312. Colias palaeno - (Linnaeus, 1760)
313. Colias pelidne - Boisduval & Le Conte, 1830
314. Colias phicomone - (Esper, 1780)
315. Colias philodice - Godart, 1819
316. Colias poliographus - Motschulsky, 1861
317. Colias ponteni - Wallengren, 1860
318. Colias regia - Grum-Grshimaïlo, 1887
319. Colias romanovi - Grum-Grshimaïlo, 1885
320. Colias sagartia - Lederer, 1869
321. Colias scudderii - Reakirt, 1865
322. Colias shahfuladi - Clench & Shoumatoff, 1956
323. Colias sieversi - Grum-Grshimaïlo, 1887
324. Colias sifanica - Grum-Grshimaïlo, 1891
325. Colias staudingeri - Alphéraky, 1881
326. Colias stoliczkana - Moore, 1878
327. Colias tamerlana - Staudinger, 1897
328. Colias thisoa - Ménétriés, 1832
329. Colias thrasibulus - Fruhstorfer, 1910
330. Colias tibetana - Riley, 1923
331. Colias tyche - (Böber, 1812)
332. Colias wanda - Grum-Grshimaïlo, 1907
333. Colias wiskotti - Staudinger, 1882
334. Colotis agoye - (Wallengren, 1857)
335. Colotis amata - (Fabricius, 1775)
336. Colotis antevippe - (Boisduval, 1836)
337. Colotis aurigineus - (Butler, 1883)
338. Colotis aurora - (Cramer, 1780)
339. Colotis auxo - (Lucas, 1852)
340. Colotis celimene - (Lucas, 1852)
341. Colotis chrysonome - (Klug, 1829)
342. Colotis daira - (Klug, 1829)
343. Colotis dissociatus - (Butler, 1897)
344. Colotis doubledayi - (Hopffer, 1862)
345. Colotis eborea - (Stoll, 1781)
346. Colotis elgonensis - (Sharpe, 1891)
347. Colotis ephyia - (Klug, 1829)
348. Colotis eris - (Klug, 1829)
349. Colotis erone - (Angas, 1849)
350. Colotis etrida - (Boisduval, 1836)
351. Colotis euippe - (Linnaeus, 1758)
352. Colotis eunoma - (Hopffer, 1855)
353. Colotis evagore - (Klug, 1829)
354. Colotis evanthe - (Boisduval, 1836)
355. Colotis evanthides - (Holland, W, 1896)
356. Colotis evenina - (Wallengren, 1857)
357. Colotis fallax - (Wichgraf, 1913)
358. Colotis fausta - (Olivier, 1804)
359. Colotis guenei - (Mabille, 1877)
360. Colotis halimede - (Klug, 1829)
361. Colotis hetaera - (Gerstäcker, 1871)
362. Colotis hildebrandtii - (Staudinger, 1884)
363. Colotis ione - (Godart, 1819)
364. Colotis lais - (Butler, 1876)
365. Colotis liagore - (Klug, 1829)
366. Colotis lucasi - (Grandidier, 1867)
367. Colotis mananhari - (Ward, 1870)
368. Colotis pallene - (Hopffer, 1855)
369. Colotis phisadia - (Godart, 1819)
370. Colotis pleione - (Klug, 1829)
371. Colotis protomedia - (Klug, 1829)
372. Colotis protomedia - (Klug, 1829)
373. Colotis regina - (Trimen, 1863)
374. Colotis rogersi - (Dixey, 1915)
375. Colotis subfasciatus - (Swainson, 1833)
376. Colotis ungemachi - (Le Cerf, 1922)
377. Colotis venosa - (Staudinger, 1884)
378. Colotis vesta - (Lucas, 1852)
379. Colotis vestalis - (Butler, 1876)
380. Colotis zoe - (Grandidier, 1867)
381. Cunizza hirlanda - (Stoll, 1790)
382. Delias acalis - (Godart, 1819)
383. Delias africanus - Kenrick, 1911
384. Delias aganippe - (Donovan, 1805)
385. Delias agoranis - Grose-Smith, 1887
386. Delias agostina - (Hewitson, 1852)
387. Delias akikoae - Morita, 2001
388. Delias akrikensis - Lachlan, 1999
389. Delias alberti - Rothschild, 1904
390. Delias albertisi - (Oberthür, 1880)
391. Delias alepa - Jordan, 1912
392. Delias angabungana - Talbot, 1928
393. Delias angiensis - Talbot, 1928
394. Delias antara - Roepke, 1955
395. Delias apatela - Joicey & Talbot, 1923
396. Delias apoensis - Talbot, 1928
397. Delias approximata - Joicey & Talbot, 1922
398. Delias arabuana - Roepke, 1955
399. Delias argentata - Roepke, 1955
400. Delias argenthona - (Fabricius, 1793)
401. Delias aroae - (Ribbe, 1900)
402. Delias aruna - (Boisduval, 1832)
403. Delias aurantia - Doherty, 1891
404. Delias autumnalis - Roepke, 1955
405. Delias awongkor - van Mastrigt, 1989
406. Delias bagoe - (Boisduval, 1832)
407. Delias bakeri - Kenrick, 1909
408. Delias balimensis - Roepke, 1955
409. Delias baracasa - Semper, G, 1890
410. Delias battana - Fruhstorfer, 1896
411. Delias belisama - (Cramer, 1779)
412. Delias belladonna - (Fabricius, 1793)
413. Delias benasu - Martin, L, 1913
414. Delias berinda - (Moore, 1872)
415. Delias biaka - Joicey & Noakes, 1915
416. Delias binniensis - Lachlan, 2000
417. Delias blanca - (Felder, C & R Felder, 1862)
418. Delias bobaga - van Mastrigt, 1996
419. Delias bobaga - van Mastrigt, 1990
420. Delias bornemanni - Ribbe, 1900
421. Delias bosnikiana - Joicey & Noakes, 1915
422. Delias bothwelli - Kenrick, 1909
423. Delias brandti - Müller, C, 2001
424. Delias buruana - Rothschild, 1899
425. Delias caliban - Grose-Smith, 1897
426. Delias callima - Rothschild & Jordan, 1905
427. Delias callista - Jordan, 1912
428. Delias campbelli - Joicey & Talbot, 1922
429. Delias candida - (van Vollenhoven, 1865)
430. Delias caroli - Kenrick, 1909
431. Delias carstensziana - Rothschild, 1915
432. Delias castaneus - Kenrick, 1909
433. Delias catisa - Jordan, 1912
434. Delias catocausta - Jordan, 1912
435. Delias ceneus - (Linnaeus, 1758)
436. Delias chimbu - Orr & Sibatani, 1986
437. Delias chrysomelaena - (van Vollenhoven, 1866)
438. Delias cinerascens - Mitis, 1893
439. Delias clathrata - Rothschild, 1904
440. Delias crithoe - (Guérin-Méneville & Percheron, 1835)
441. Delias cumanau - van Mastrigt, 2006
442. Delias cuningputi - (Ribbe, 1900)
443. Delias cyclosticha - Roepke, 1955
444. Delias daniensis - van Mastrigt, 2003
445. Delias denigrata - Joicey & Talbot, 1927
446. Delias descombesi - (Boisduval, 1836)
447. Delias destrigata - van Mastrigt, 1996
448. Delias diaphana - Semper, G, 1878
449. Delias dice - (van Vollenhoven, 1865)
450. Delias discus - Honrath, 1886
451. Delias dixeyi - Kenrick, 1909
452. Delias dohertyi - (Oberthür, 1894)
453. Delias dorimene - (Stoll, 1782)
454. Delias dortheysi - van Mastrigt, 2002
455. Delias dorylaea - (Felder, C & R Felder, 1865)
456. Delias doylei - Sanford & Bennett, 1955
457. Delias dumasi - Rothschild, 1925
458. Delias durai - van Mastrigt, 2006
459. Delias duris - (Hewitson, 1861)
460. Delias echidna - (Hewitson, 1861)
461. Delias edela - Fruhstorfer, 1910
462. Delias eichhorni - Rothschild, 1904
463. Delias eileenae - Joicey & Talbot, 1927
464. Delias ellipsis - Joannis, 1901
465. Delias elongatus - Kenrick, 1911
466. Delias endela - Jordan, 1930
467. Delias ennia - (Wallace, 1867)
468. Delias enniana - Oberthür, 1880
469. Delias eschatia - Joicey & Talbot, 1923
470. Delias eucharis - (Drury, 1773)
471. Delias eudiabolus - Rothschild, 1915
472. Delias eumolpe - Grose-Smith, 1889
473. Delias eximia - Rothschild, 1925
474. Delias fascelis - Jordan, 1912
475. Delias fasciata - Rothschild, 1894
476. Delias felis - Lachlan, 2000
477. Delias fioretti - van Mastrigt, 1996
478. Delias flavissima - Orr & Sibatani, 1985
479. Delias flavistriga - Roepke, 1955
480. Delias fojaensis - van Mastrigt, 2006
481. Delias frater - Jordan, 1912
482. Delias fruhstorferi - (Honrath, 1891)
483. Delias funerea - Rothschild, 1894
484. Delias gabia - (Boisduval, 1832)
485. Delias ganymedes - Okumoto, 1981
486. Delias georgina - (Felder, C & R Felder, 1861)
487. Delias geraldina - Grose-Smith, 1894
488. Delias germana - Roepke, 1955
489. Delias gilliardi - Sanford & Bennett, 1955
490. Delias hagenensis - Morinaka, van Mastrigt & Sibatani, 1993
491. Delias hallstromi - Sanford & Bennett, 1955
492. Delias hapalina - Jordan, 1912
493. Delias heliophora - Roepke, 1955
494. Delias hemianops - Gerrits & van Mastrigt, 1992
495. Delias hempeli - Dannatt, 1904
496. Delias henningia - (Eschscholtz, 1821)
497. Delias heroni - Kenrick, 1909
498. Delias hidecoae - Nakano, 1993
499. Delias hiemalis - Roepke, 1955
500. Delias hikarui - Yagishita, 1993
501. Delias hippodamia - (Wallace, 1867)
502. Delias hyparete - (Linnaeus, 1758)
503. Delias hyperapproximata - Rothschild, 1925
504. Delias hypomelas - Rothschild & Jordan, 1907
505. Delias iltis - Ribbe, 1900
506. Delias imitator - Kenrick, 1911
507. Delias inexpectata - Rothschild, 1915
508. Delias inopinata - Lachlan, 2000
509. Delias isocharis - Rothschild & Jordan, 1907
510. Delias isse - (Cramer, 1775)
511. Delias itamputi - Ribbe, 1900
512. Delias joiceyi - Talbot, 1920
513. Delias jordani - Kenrick, 1909
514. Delias kazueae - Kitahara, 1986
515. Delias kenricki - Talbot, 1937
516. Delias kikuoi - Okano, 1989
517. Delias klossi - Rothschild, 1915
518. Delias knowlei - Joicey & Noakes, 1915
519. Delias konokono - Orr & Sibatani, 1986
520. Delias kristianiae - van Mastrigt, 2006
521. Delias kuehni - Honrath, 1887
522. Delias kummeri - Ribbe, 1900
523. Delias ladas - Grose-Smith, 1894
524. Delias laknekei - Miller, L, Simon & Wills, 2007
525. Delias langda - Gerrits & van Mastrigt, 1992
526. Delias lativitta - Leech, 1893
527. Delias lecerfi - Joicey & Talbot, 1922
528. Delias lemoulti - Talbot, 1931
529. Delias leucias - Jordan, 1912
530. Delias leucobalia - Jordan, 1912
531. Delias levicki - Rothschild, 1927
532. Delias lewini - (Thon, 1827)
533. Delias ligata - Rothschild, 1904
534. Delias luctuosa - Jordan, 1912
535. Delias lytaea - (Godman & Salvin, 1878)
536. Delias madetes - (Godman & Salvin, 1878)
537. Delias magsadana - Yamamoto, 1995
538. Delias mandaya - Yamamoto & Takei, 1982
539. Delias manuselensis - Talbot, 1920
540. Delias marguerita - Joicey & Talbot, 1922
541. Delias mariae - Joicey & Talbot, 1916
542. Delias maudei - Joicey & Noakes, 1915
543. Delias mavroneria - Fruhstorfer, 1914
544. Delias mayrhoferi - Bang-Haas, O, 1939
545. Delias meeki - Rothschild, 1904
546. Delias melusina - Staudinger, 1890
547. Delias menooensis - Joicey & Talbot, 1922
548. Delias mesoblema - Jordan, 1912
549. Delias messalina - Arora, 1983
550. Delias microsticha - Rothschild, 1904
551. Delias mira - Rothschild, 1904
552. Delias mitisi - Staudinger, 1895
553. Delias momea - (Boisduval, 1836)
554. Delias muliensis - Morinaka, van Mastrigt & Sibatani, 1991
555. Delias mullerensis - Morinaka & Nakazawa, 1999
556. Delias multicolor - Joicey & Noakes, 1915
557. Delias mysis - (Fabricius, 1775)
558. Delias nais - Jordan, 1912
559. Delias nakanokeikoae - Yagishita, 1993
560. Delias narses - Heller, 1896
561. Delias neeltje - Gerrits & van Mastrigt, 1992
562. Delias niepelti - Ribbe, 1900
563. Delias nieuwenhuisi - van Mastrigt, 1990
564. Delias nigrina - (Fabricius, 1775)
565. Delias nigropunctata - Joicey & Noakes, 1915
566. Delias ninus - (Wallace, 1867)
567. Delias nuydaorum - Schröder, H, 1975
568. Delias nysa - (Fabricius, 1775)
569. Delias oktanglap - van Mastrigt, 1990
570. Delias ormoensis - van Mastrigt, 2006
571. Delias ornytion - (Godman & Salvin, 1881)
572. Delias ottonia - Semper, G, 1890
573. Delias paniaia - Schmitt, 1992
574. Delias paoaiensis - Inomata & Nakano, 1987
575. Delias pasithoe - (Linnaeus, 1767)
576. Delias patrua - Leech, 1890
577. Delias periboea - (Godart, 1819)
578. Delias pheres - Jordan, 1912
579. Delias phippsi - Joicey & Talbot, 1922
580. Delias plateni - Staudinger, 1895
581. Delias poecilea - (van Vollenhoven, 1865)
582. Delias pratti - Kenrick, 1909
583. Delias prouti - Joicey & Talbot, 1923
584. Delias pseodomarguerita - Gerrits & van Mastrigt, 1992
585. Delias pulla - Talbot, 1937
586. Delias ribbei - Röber, 1886
587. Delias rileyi - Joicey & Talbot, 1922
588. Delias roepkei - Sanford & Bennett, 1955
589. Delias rosamontana - Roepke, 1955
590. Delias rosenbergii - (van Vollenhoven, 1865)
591. Delias rothschildi - Holland, W, 1900
592. Delias sacha - Grose-Smith, 1895
593. Delias sagessa - Fruhstorfer, 1910
594. Delias salvini - Butler, 1882
595. Delias sambawana - Rothschild, 1894
596. Delias sanaca - (Moore, 1857)
597. Delias sawyeri - van Mastrigt, 2000
598. Delias schmassmanni - Joicey & Talbot, 1923
599. Delias schoenbergi - Rothschild, 1895
600. Delias schoenigi - Schröder, H, 1975
601. Delias schuppi - Talbot, 1928
602. Delias shirozui - Yata, 1981
603. Delias shunichii - Morita, 1996
604. Delias sigit - van Mastrigt, 1990
605. Delias singhapura - (Wallace, 1867)
606. Delias sphenodiscus - Roepke, 1955
607. Delias stresemanni - Rothschild, 1915
608. Delias subapicalis - Orr & Sibatani, 1985
609. Delias subnubila - Leech, 1893
610. Delias subviridis - Joicey & Talbot, 1922
611. Delias surprisa - Martin, L, 1913
612. Delias takashii - Sakuma, 1999
613. Delias talboti - Joicey & Noakes, 1915
614. Delias tessei - Joicey & Talbot, 1916
615. Delias themis - (Hewitson, 1861)
616. Delias thompsoni - Joicey & Talbot, 1916
617. Delias timorensis - (Boisduval, 1836)
618. Delias totila - Heller, 1896
619. Delias toxopei - Roepke, 1955
620. Delias vidua - Joicey & Talbot, 1922
621. Delias vietnamensis - Monastyrskii & Devyatkin, 2000
622. Delias virgo - Gerrits & van Mastrigt, 1992
623. Delias walshae - Roepke, 1955
624. Delias wandammenensae - Joicey & Talbot, 1916
625. Delias waterstradti - Rothschild, 1915
626. Delias weiskei - Ribbe, 1900
627. Delias wollastoni - Rothschild, 1915
628. Delias woodi - Talbot, 1928
629. Delias yabensis - Joicey & Talbot, 1922
630. Delias yagishitai - Morita, 2003
631. Delias zebra - Roepke, 1955
632. Delias zebuda - (Hewitson, 1862)
633. Dercas gobrias - (Hewitson, 1864)
634. Dercas lycorias - (Doubleday, 1842)
635. Dercas nina - Mell, 1913
636. Dercas verhuelli - (van der Hoeven, 1839)
637. Dismorphia altis - Fassl, 1910
638. Dismorphia amphione - (Cramer, 1779)
639. Dismorphia arcadia - (Felder, C & R Felder, 1862)
640. Dismorphia astyocha - Hübner, 1831
641. Dismorphia boliviana - Forster, 1955
642. Dismorphia crisia - (Drury, 1782)
643. Dismorphia cubana - (Herrich-Schäffer, 1862)
644. Dismorphia doris - Baumann & Reissinger, 1969
645. Dismorphia eunoe - (Doubleday, 1844)
646. Dismorphia hyposticta - (Felder, C & R Felder, 1861)
647. Dismorphia laja - (Cramer, 1779)
648. Dismorphia lelex - (Hewitson, 1869)
649. Dismorphia lewyi - (Lucas, 1852)
650. Dismorphia lua - (Hewitson, 1869)
651. Dismorphia lycosura - (Hewitson, 1860)
652. Dismorphia lygdamis - (Hewitson, 1869)
653. Dismorphia lysis - (Hewitson, 1869)
654. Dismorphia medora - (Doubleday, 1844)
655. Dismorphia medorilla - (Hewitson, 1877)
656. Dismorphia melia - (Godart, 1824)
657. Dismorphia mirandola - (Hewitson, 1878)
658. Dismorphia niepelti - Weymer, 1909
659. Dismorphia pseudolewyi - Forster, 1955
660. Dismorphia spio - (Godart, 1819)
661. Dismorphia teresa - (Hewitson, 1869)
662. Dismorphia thermesia - (Godart, 1819)
663. Dismorphia thermesina - (Hopffer, 1874)
664. Dismorphia theucharila - (Doubleday, 1848)
665. Dismorphia zaela - (Hewitson, 1858)
666. Dismorphia zathoe - (Hewitson, 1858)
667. Dixeia capricornus - (Ward, 1871)
668. Dixeia cebron - (Ward, 1871)
669. Dixeia charina - (Boisduval, 1836)
670. Dixeia dixeyi - (Neave, 1904)
671. Dixeia doxo - (Godart, 1819)
672. Dixeia leucophanes - Vári, 1976
673. Dixeia orbona - (Geyer, 1837)
674. Dixeia pigea - (Boisduval, 1836)
675. Dixeia piscicollis - Pinhey, 1972
676. Dixeia spilleri - (Spiller, 1884)
677. Elodina andropis - Butler, 1876
678. Elodina angulipennis - (Lucas, 1852)
679. Elodina anticyra - (Fruhstorfer, 1910)
680. Elodina argypheus - Grose-Smith & Kirby, 1890
681. Elodina aruensis - Joicey & Talbot, 1922
682. Elodina biaka - Joicey & Noakes, 1915
683. Elodina claudia - De Baar & Hancock, 1993
684. Elodina definita - Joicey & Talbot, 1916
685. Elodina dispar - Röber, 1887
686. Elodina egnatia - (Godart, 1819)
687. Elodina hypatia - Felder, C & R Felder, 1865
688. Elodina invisibilis - (Fruhstorfer, 1910)
689. Elodina leefmansi - Kalis, 1933
690. Elodina padusa - (Hewitson, 1853)
691. Elodina parthia - (Hewitson, 1853)
692. Elodina perdita - Miskin, 1889
693. Elodina primularis - Butler, 1882
694. Elodina pura - Grose-Smith, 1895
695. Elodina queenslandica - De Baar & Hancock, 1993
696. Elodina sada - Fruhstorfer, 1910
697. Elodina signata - Wallace, 1867
698. Elodina sota - Eliot, 1956
699. Elodina therasia - Felder, C & R Felder, 1865
700. Elodina tongura - Tindale, 1923
701. Elodina umbratica - Grose-Smith, 1889
702. Elodina walkeri - Butler, 1898
703. Enantia albania - (Bates, H, 1864)
704. Enantia aloikea - Brévignon, 1993
705. Enantia citrinella - (Felder, C & R Felder, 1861)
706. Enantia clarissa - (Weymer, 1895)
707. Enantia jethys - (Boisduval, 1836)
708. Enantia limnorina - (Felder, C & R Felder, 1865)
709. Enantia lina - (Herbst, 1792)
710. Enantia mazai - Llorente, 1984
711. Enantia melite - (Linnaeus, 1763)
712. Eroessa chiliensis - (Guérin-Méneville, 1830)
713. Eronia cleodora - Hübner, 1823
714. Eronia gaea - (Felder, C & R Felder, 1865)
715. Eronia leda - (Boisduval, 1847)
716. Eucheira socialis - Westwood, 1834
717. Euchloe ausonia - (Hübner, 1804)
718. Euchloe ausonides - (Lucas, 1852)
719. Euchloe bazae - Fabiano, 1993
720. Euchloe belemia - (Esper, 1800)
721. Euchloe charlonia - (Donzel, 1842)
722. Euchloe crameri - Butler, 1869
723. Euchloe creusa - (Doubleday, 1847)
724. Euchloe daphalis - (Moore, 1865)
725. Euchloe falloui - (Allard, 1867)
726. Euchloe guaymasensis - Opler, 1987
727. Euchloe hyantis - (Edwards, W, 1871)
728. Euchloe insularis - (Staudinger, 1861)
729. Euchloe lessei - Bernardi, 1957
730. Euchloe lotta - Beutenmüller, 1898
731. Euchloe lucilla - Butler, 1886
732. Euchloe naina - Koshantschikov, 1923
733. Euchloe olympia - (Edwards, W, 1871)
734. Euchloe penia - (Freyer, 1851)
735. Euchloe pulverata - Christoph, 1884
736. Euchloe simplonia - (Freyer, 1829)
737. Euchloe tagis - (Hübner, 1804)
738. Euchloe tomyris - (Christoph, 1884)
739. Euchloe transcaspica - (Staudinger, 1892)
740. Euchloe ziayani - Leestmans & Back, 2001
741. Eurema ada - (Distant & Pryer, 1887)
742. Eurema adamsi - (Lathy, 1898)
743. Eurema agave - (Cramer, 1775)
744. Eurema albula - (Cramer, 1775)
745. Eurema alitha - (Felder, C & R Felder, 1862)
746. Eurema amelia - (Poey, 1852)
747. Eurema andersonii - (Moore, 1886)
748. Eurema arbela - Geyer, 1832
749. Eurema beatrix - (Toxopeus, 1939)
750. Eurema blanda - (Boisduval, 1836)
751. Eurema brigitta - (Stoll, 1780)
752. Eurema candida - (Stoll, 1780)
753. Eurema celebensis - (Wallace, 1867)
754. Eurema daira - (Godart, 1819)
755. Eurema desjardinsii - (Boisduval, 1833)
756. Eurema deva - (Doubleday, 1847)
757. Eurema doris - (Röber, 1909)
758. Eurema elathea - (Cramer, 1777)
759. Eurema fabiola - (Felder, C & R Felder, 1861)
760. Eurema floricola - (Boisduval, 1833)
761. Eurema halmaherana - Shirôzu & Yata, 1981
762. Eurema hapale - (Mabille, 1882)
763. Eurema hecabe - (Linnaeus, 1758)
764. Eurema herla - (MacLeay, 1826)
765. Eurema hiurai - Shirôzu & Yata, 1977
766. Eurema irena - Corbet & Pendlebury, 1932
767. Eurema lacteola - (Distant, 1886)
768. Eurema laeta - (Boisduval, 1836)
769. Eurema lirina - (Bates, H, 1861)
770. Eurema lombokiana - (Fruhstorfer, 1897)
771. Eurema lucina - (Poey, 1852)
772. Eurema mandarinula - (Holland, W, 1892)
773. Eurema mentawiensis - Corbet, 1941
774. Eurema mexicana - (Boisduval, 1836)
775. Eurema nicevillei - (Butler, 1898)
776. Eurema nigrocincta - Dognin, 1889
777. Eurema nilgiriensis - Yata, 1989
778. Eurema novapallida - Yata, 1992
779. Eurema ormistoni - (Watkins, 1925)
780. Eurema paulina - (Bates, H, 1861)
781. Eurema phiale - (Cramer, 1775)
782. Eurema puella - (Boisduval, 1832)
783. Eurema raymundoi - (D'Almeida, 1928)
784. Eurema reticulata - (Butler, 1871)
785. Eurema salome - (Felder, C & R Felder, 1861)
786. Eurema sari - (Horsfield, 1829)
787. Eurema sarilata - (Semper, G, 1891)
788. Eurema senegalensis - (Boisduval, 1836)
789. Eurema simulatrix - (Semper, G, 1891)
790. Eurema smilax - (Donovan, 1805)
791. Eurema tilaha - (Horsfield, 1829)
792. Eurema timorensis - Shirôzu & Yata, 1977
793. Eurema tominia - (van Vollenhoven, 1865)
794. Eurema tondana - (Felder, C & R Felder, 1865)
795. Eurema tupuntenem - Lichy, 1976
796. Eurema upembana - (Berger, L, 1981)
797. Eurema xantochlora - (Kollar, 1850)
798. Gandaca butyrosa - (Butler, 1875)
799. Gandaca harina - (Horsfield, 1829)
800. Ganyra howarthi - (Dixey, 1915)
801. Ganyra josephina - (Godart, 1819)
802. Ganyra phaloe - (Godart, 1819)
803. Glennia pylotis - (Godart, 1819)
804. Gonepteryx amintha - (Blanchard, 1871)
805. Gonepteryx aspasia - Ménétriés, 1858
806. Gonepteryx burmensis - Tytler, 1926
807. Gonepteryx chitralensis - (Moore, 1905)
808. Gonepteryx cleobule - (Hübner, 1831)
809. Gonepteryx cleopatra - (Linnaeus, 1767)
810. Gonepteryx farinosa - (Zeller, 1847)
811. Gonepteryx maderensis - Felder, C, 1863
812. Gonepteryx mahaguru - (Gistel, 1857)
813. Gonepteryx palmae - Stamm, 1963
814. Gonepteryx rhamni - (Linnaeus, 1758)
815. Gonepteryx taiwana - Paravicini, 1913
816. Hebomoia glaucippe - (Linnaeus, 1758)
817. Hebomoia leucippe - (Cramer, 1775)
818. Hesperocharis anguitia - (Godart, 1819)
819. Hesperocharis costaricensis - Bates, H, 1866
820. Hesperocharis crocea - Bates, H, 1866
821. Hesperocharis emeris - (Boisduval, 1836)
822. Hesperocharis erota - (Lucas, 1852)
823. Hesperocharis graphites - Bates, H, 1864
824. Hesperocharis leucania - (Boisduval, 1836)
825. Hesperocharis marchalii - (Guérin-Méneville, 1844)
826. Hesperocharis nera - (Hewitson, 1852)
827. Hesperocharis nereina - Hopffer, 1874
828. Hesperocharis paranensis - Schaus, 1898
829. Hypsochila argyrodice - (Staudinger, 1899)
830. Hypsochila galactodice - Ureta, 1955
831. Hypsochila huemul - Peña, 1964
832. Hypsochila microdice - (Blanchard, 1852)
833. Hypsochila penai - Ureta, 1955
834. Hypsochila wagenknechti - (Ureta, 1938)
835. Infraphulia illimani - (Weymer, 1890)
836. Infraphulia ilyodes - (Ureta, 1955)
837. Infraphulia madeleinea - Field & Herrera, 1977
838. Itaballia demophile - (Linnaeus, 1763)
839. Itaballia marana - (Doubleday, 1844)
840. Itaballia pandosia - (Hewitson, 1853)
841. Ixias balice - (Boisduval, 1836)
842. Ixias clarki - Avinoff, 1926
843. Ixias flavipennis - Grose-Smith, 1885
844. Ixias kuehni - Röber, 1891
845. Ixias ludekingii - (van Vollenhoven, 1860)
846. Ixias malumsinicum - Thieme, 1897
847. Ixias marianne - (Cramer, 1779)
848. Ixias piepersii - (Snellen, 1877)
849. Ixias pyrene - (Linnaeus, 1764)
850. Ixias reinwardtii - (van Vollenhoven, 1860)
851. Ixias undatus - Butler, 1871
852. Ixias venilia - (Godart, 1819)
853. Ixias vollenhovii - (Wallace, 1867)
854. Ixias weelei - (van Eecke, 1912)
855. Kricogonia cabrerai - Ramsden, 1920
856. Kricogonia lyside - (Godart, 1819)
857. Leodonta dysoni - (Doubleday, 1847)
858. Leodonta tagaste - (Felder, C & R Felder, 1859)
859. Leodonta tellane - (Hewitson, 1860)
860. Leodonta zenobia - (Felder, C & R Felder, 1865)
861. Leodonta zenobina - (Hopffer, 1869)
862. Leptidea amurensis - (Ménétriés, 1858)
863. Leptidea darvazensis - Bolshakov, 2004
864. Leptidea descimoni - Mazel, 2004
865. Leptidea duponcheli - (Staudinger, 1871)
866. Leptidea gigantea - (Leech, 1890)
867. Leptidea lactea - Lorković, 1950
868. Leptidea morsei - (Fenton, 1882)
869. Leptidea reali - Reissinger, 1990
870. Leptidea serrata - Lee, 1955
871. Leptidea sinapis - (Linnaeus, 1758)
872. Leptidea yunnanica - Koiwaya, 1996
873. Leptophobia aripa - (Boisduval, 1836)
874. Leptophobia caesia - (Lucas, 1852)
875. Leptophobia cinerea - (Hewitson, 1867)
876. Leptophobia diaguita - Jörgensen, 1916
877. Leptophobia eleone - (Doubleday, 1847)
878. Leptophobia eleusis - (Lucas, 1852)
879. Leptophobia erinna - (Hopffer, 1874)
880. Leptophobia eucosma - (Erschoff, 1875)
881. Leptophobia forsteri - Baumann & Reissinger, 1969
882. Leptophobia gonzaga - Fruhstorfer, 1908
883. Leptophobia helena - (Lucas, 1852)
884. Leptophobia micaia - Lamas, Pyrcz & Rodríguez, 2004
885. Leptophobia nephthis - (Hopffer, 1874)
886. Leptophobia olympia - (Felder, C & R Felder, 1861)
887. Leptophobia penthica - (Kollar, 1850)
888. Leptophobia philoma - (Hewitson, 1870)
889. Leptophobia pinara - (Felder, C & R Felder, 1865)
890. Leptophobia tovaria - (Felder, C & R Felder, 1861)
891. Leptosia alcesta - (Stoll, 1782)
892. Leptosia bastini - Hecq, 1997
893. Leptosia hybrida - Bernardi, 1952
894. Leptosia lignea - (van Vollenhoven, 1865)
895. Leptosia marginea - (Mabille, 1890)
896. Leptosia nina - (Fabricius, 1793)
897. Leptosia nupta - (Butler, 1873)
898. Leptosia wigginsi - (Dixey, 1915)
899. Leuciacria acuta - Rothschild & Jordan, 1905
900. Leuciacria olivei - Müller, C, 1999
901. Leucidia brephos - (Hübner, 1809)
902. Leucidia elvina - (Godart, 1819)
903. Lieinix christa - (Reissinger, 1970)
904. Lieinix cinerascens - (Salvin, 1871)
905. Lieinix lala - (Godman & Salvin, 1889)
906. Lieinix neblina - Maza, J & R Maza, 1984
907. Lieinix nemesis - (Latreille, 1813)
908. Lieinix viridifascia - (Butler, 1872)
909. Mathania agasicles - (Hewitson, 1874)
910. Mathania aureomaculata - (Dognin, 1888)
911. Mathania carrizoi - Giacomelli, 1914
912. Mathania leucothea - (Molina, 1782)
913. Melete calymnia - (Felder, C & R Felder, 1862)
914. Melete leucadia - (Felder, C & R Felder, 1862)
915. Melete leucanthe - (Felder, C & R Felder, 1861)
916. Melete lycimnia - (Cramer, 1777)
917. Melete polyhymnia - (Felder, C & R Felder, 1865)
918. Melete salacia - (Godart, 1819)
919. Mesapia peloria - (Hewitson, 1853)
920. Moschoneura pinthous - (Linnaeus, 1758)
921. Mylothris aburi - Larsen & Collins, 2003
922. Mylothris alberici - Dufrane, 1940
923. Mylothris alcuana - Grünberg, 1910
924. Mylothris arabicus - Gabriel, 1954
925. Mylothris asphodelus - Butler, 1888
926. Mylothris atewa - Berger, L, 1980
927. Mylothris basalis - Aurivillius, 1906
928. Mylothris bernice - (Hewitson, 1866)
929. Mylothris carcassoni - van Son, 1948
930. Mylothris celisi - Berger, L, 1981
931. Mylothris chloris - (Fabricius, 1775)
932. Mylothris citrina - Aurivillius, 1898
933. Mylothris continua - Talbot, 1944
934. Mylothris crawshayi - Butler, 1896
935. Mylothris croceus - Butler, 1896
936. Mylothris ducarmei - Hecq, 2001
937. Mylothris elodina - Talbot, 1944
938. Mylothris erlangeri - Pagenstecher, 1902
939. Mylothris ertli - Suffert, 1904
940. Mylothris eximia - Hecq, 2005
941. Mylothris flaviana - Grose-Smith, 1898
942. Mylothris hilara - (Karsch, 1892)
943. Mylothris humbloti - (Oberthür, 1888)
944. Mylothris jacksoni - Sharpe, 1891
945. Mylothris jaopura - Karsch, 1893
946. Mylothris kahusiana - Hecq, 2001
947. Mylothris kiellandi - Berger, L, 1985
948. Mylothris kilimensis - Kielland, 1990
949. Mylothris kiwuensis - Grünberg, 1910
950. Mylothris knoopi - Hecq, 2005
951. Mylothris leonora - Krüger, R, 1928
952. Mylothris lucens - Hecq, 2005
953. Mylothris mafuga - Berger, L, 1981
954. Mylothris mavunda - Hancock & Heath, 1985
955. Mylothris mortoni - Blachier, 1912
956. Mylothris ngaziya - (Oberthür, 1888)
957. Mylothris nubila - (Möschler, 1884)
958. Mylothris ochracea - Aurivillius, 1895
959. Mylothris ochrea - Berger, L, 1981
960. Mylothris phileris - (Boisduval, 1833)
961. Mylothris pluviata - Berger, L, 1980
962. Mylothris polychroma - Berger, L, 1981
963. Mylothris poppea - (Cramer, 1777)
964. Mylothris rembina - (Plötz, 1880)
965. Mylothris rhodope - (Fabricius, 1775)
966. Mylothris ruandana - Strand, 1909
967. Mylothris rubricosta - (Mabille, 1890)
968. Mylothris rueppellii - (Koch, 1865)
969. Mylothris sagala - Grose-Smith, 1886
970. Mylothris schoutedeni - Berger, L, 1952
971. Mylothris schumanni - Suffert, 1904
972. Mylothris similis - Lathy, 1906
973. Mylothris sjostedti - Aurivillius, 1895
974. Mylothris smithii - (Mabille, 1879)
975. Mylothris spica - (Möschler, 1884)
976. Mylothris splendens - Le Cerf, 1927
977. Mylothris subsolana - Hecq, 2001
978. Mylothris sulphurea - Aurivillius, 1895
979. Mylothris superbus - Kielland, 1985
980. Mylothris talboti - Berger, L, 1980
981. Mylothris trimenia - (Butler, 1869)
982. Mylothris xantholeuca - (Hübner, 1819)
983. Mylothris yulei - Butler, 1897
984. Nathalis iole - Boisduval, 1836
985. Nathalis plauta - Doubleday, 1847
986. Neophasia menapia - (Felder, C & R Felder, 1859)
987. Neophasia terlooii - Behr, 1869
988. Nepheronia argia - (Fabricius, 1775)
989. Nepheronia avatar - (Moore, 1858)
990. Nepheronia buquetii - (Boisduval, 1836)
991. Nepheronia pharis - (Boisduval, 1836)
992. Nepheronia thalassina - (Boisduval, 1836)
993. Oligodonta florissantensis - Brown, F, 1976
994. Pareronia anais - (Lesson, 1837)
995. Pareronia argolis - (Felder, C & R Felder, 1860)
996. Pareronia boebera - (Eschscholtz, 1821)
997. Pareronia ceylanica - (Felder, C & R Felder, 1865)
998. Pareronia gulussa - Fruhstorfer, 1910
999. Pareronia iobaea - (Boisduval, 1832)
1000. Pareronia kyokoae - Nishimura, 1996
1001. Pareronia nishiyamai - Yata, 1981
1002. Pareronia phocaea - (Felder, C & R Felder, 1861)
1003. Pareronia tritaea - (Felder, C & R Felder, 1859)
1004. Pareronia valeria - (Cramer, 1776)
1005. Patia cordillera - (Felder, C & R Felder, 1862)
1006. Patia orise - (Boisduval, 1836)
1007. Patia rhetes - (Hewitson, 1857)
1008. Pereute antodyca - (Boisduval, 1836)
1009. Pereute callinice - (Felder, C & R Felder, 1861)
1010. Pereute callinira - Staudinger, 1884
1011. Pereute charops - (Boisduval, 1836)
1012. Pereute cheops - Staudinger, 1884
1013. Pereute leucodrosime - (Kollar, 1850)
1014. Pereute lindemannae - Reissinger, 1970
1015. Pereute swainsoni - (Gray, 1832)
1016. Pereute telthusa - (Hewitson, 1860)
1017. Perrhybris lorena - (Hewitson, 1852)
1018. Perrhybris lypera - (Kollar, 1850)
1019. Perrhybris pamela - (Stoll, 1780)
1020. Phoebis agarithe - (Boisduval, 1836)
1021. Phoebis argante - (Fabricius, 1775)
1022. Phoebis avellaneda - (Herrich-Schäffer, 1865)
1023. Phoebis bourkei - (Dixey, 1933)
1024. Phoebis editha - (Butler, 1870)
1025. Phoebis neocypris - (Hübner, 1823)
1026. Phoebis philea - (Linnaeus, 1763)
1027. Phoebis sennae - (Linnaeus, 1758)
1028. Phrissura cynis - (Hewitson, 1866)
1029. Phulia garleppi - Field & Herrera, 1977
1030. Phulia nannophyes - Dyar, 1913
1031. Phulia nymphula - (Blanchard, 1852)
1032. Phulia paranympha - Staudinger, 1894
1033. Piercolias coropunae - (Dyar, 1913)
1034. Piercolias forsteri - Field & Herrera, 1977
1035. Piercolias huanaco - (Staudinger, 1894)
1036. Pieriballia viardi - (Boisduval, 1836)
1037. Pieris bowdeni - Eitschberger, 1984
1038. Pieris brassicae - (Linnaeus, 1758)
1039. Pieris brassicoides - Guérin-Méneville, 1849
1040. Pieris bryoniae - (Hübner, 1806)
1041. Pieris canidia - (Linnaeus, 1768)
1042. Pieris cheiranthi - (Hübner, 1808)
1043. Pieris deota - (Nicéville, 1884)
1044. Pieris eitschbergeri - Lukhtanov, 1996
1045. Pieris ergane - (Geyer, 1828)
1046. Pieris krueperi - Staudinger, 1860
1047. Pieris lama - Sugiyama, 1996
1048. Pieris mannii - (Mayer, J, 1851)
1049. Pieris marginalis - Scudder, 1861
1050. Pieris melete - Ménétriés, 1857
1051. Pieris napi - (Linnaeus, 1758)
1052. Pieris ochsenheimeri - Staudinger, 1886
1053. Pieris oleracea - (Harris, T, 1829)
1054. Pieris rapae - (Linnaeus, 1758)
1055. Pieris steinigeri - Eitschberger, 1984
1056. Pieris tadjika - Grum-Grshimaïlo, 1888
1057. Pieris virginiensis - Edwards, W, 1870
1058. Pierphulia isabela - Field & Herrera, 1977
1059. Pierphulia nysias - (Weymer, 1890)
1060. Pierphulia rosea - (Ureta, 1956)
1061. Pinacopteryx eriphia - (Godart, 1819)
1062. Pontia beckerii - (Edwards, W, 1871)
1063. Pontia callidice - (Hübner, 1800)
1064. Pontia chloridice - (Hübner, 1813)
1065. Pontia daplidice - (Linnaeus, 1758)
1066. Pontia davidis - (Oberthür, 1876)
1067. Pontia distorta - (Butler, 1886)
1068. Pontia dubernardi - (Oberthür, 1884)
1069. Pontia edusa - (Fabricius, 1777)[3]
1070. Pontia extensa - (Poujade, 1888)
1071. Pontia glauconome - Klug, 1829
1072. Pontia helice - (Linnaeus, 1764)
1073. Pontia kozlovi - (Alphéraky, 1897)
1074. Pontia occidentalis - (Reakirt, 1866)
1075. Pontia protodice - (Boisduval & Le Conte, 1830)
1076. Pontia sherpae - Epstein, 1979
1077. Pontia sisymbrii - (Boisduval, 1852)
1078. Pontia stoetzneri - (Draeseke, 1924)
1079. Pontia venata - (Leech, 1891)
1080. Prestonia clarki - Schaus, 1920
1081. Prioneris autothisbe - (Hübner, 1826)
1082. Prioneris cornelia - (van Vollenhoven, 1865)
1083. Prioneris hypsipyle - Weymer, 1887
1084. Prioneris philonome - (Boisduval, 1836)
1085. Prioneris sita - (Felder, C & R Felder, 1865)
1086. Prioneris thestylis - (Doubleday, 1842)
1087. Prioneris vollenhovii - Wallace, 1867
1088. Pseudopieris nehemia - (Boisduval, 1836)
1089. Pseudopieris viridula - (Felder, C & R Felder, 1861)
1090. Pseudopontia paradoxa - (Felder, R, 1869)
1091. Pyrisitia chamberlaini - (Butler, 1898)
1092. Pyrisitia dina - (Poey, 1832)
1093. Pyrisitia euterpiformis - (Munroe, 1947)
1094. Pyrisitia leuce - (Boisduval, 1836)
1095. Pyrisitia lisa - (Boisduval & Le Conte, 1830)
1096. Pyrisitia messalina - (Fabricius, 1787)
1097. Pyrisitia nise - (Cramer, 1775)
1098. Pyrisitia portoricensis - (Dewitz, 1877)
1099. Pyrisitia proterpia - (Fabricius, 1775)
1100. Pyrisitia pyro - (Godart, 1819)
1101. Pyrisitia venusta - (Boisduval, 1836)
1102. Reliquia santamarta - Ackery, 1975
1103. Rhabdodryas trite - (Linnaeus, 1758)
1104. Saletara cycinna - (Hewitson, 1861)
1105. Saletara liberia - (Cramer, 1779)
1106. Saletara panda - (Godart, 1819)
1107. Talbotia naganum - (Moore, 1884)
1108. Tatochila autodice - (Hübner, 1818)
1109. Tatochila blanchardii - Butler, 1881
1110. Tatochila distincta - Jörgensen, 1916
1111. Tatochila homoeodice - Paravicini, 1910
1112. Tatochila inversa - Hayward, 1949
1113. Tatochila mariae - Herrera, 1970
1114. Tatochila mercedis - (Eschscholtz, 1821)
1115. Tatochila orthodice - (Weymer, 1890)
1116. Tatochila sagittata - Röber, 1908
1117. Tatochila stigmadice - (Staudinger, 1894)
1118. Tatochila theodice - (Boisduval, 1832)
1119. Tatochila xanthodice - (Lucas, 1852)
1120. Teriocolias zelia - (Lucas, 1852)
1121. Theochila maenacte - (Boisduval, 1836)
1122. Zegris eupheme - (Esper, 1804)
1123. Zegris fausti - Christoph, 1877
1124. Zegris pyrothoe - (Eversmann, 1832)
1125. Zerene cesonia - (Stoll, 1790)
1126. Zerene eurydice - (Boisduval, 1855)